# NGC 6882
NGC 6882 (другие обозначения — NGC 6885, OCL 152) — рассеянное скопление в созвездии Лисичка.
Этот объект занесён в новый общий каталог несколько раз, с обозначениями NGC 6882, NGC 6885.
Этот объект входит в число перечисленных в оригинальной редакции «Нового общего каталога».